# Tractat de Fort Adams

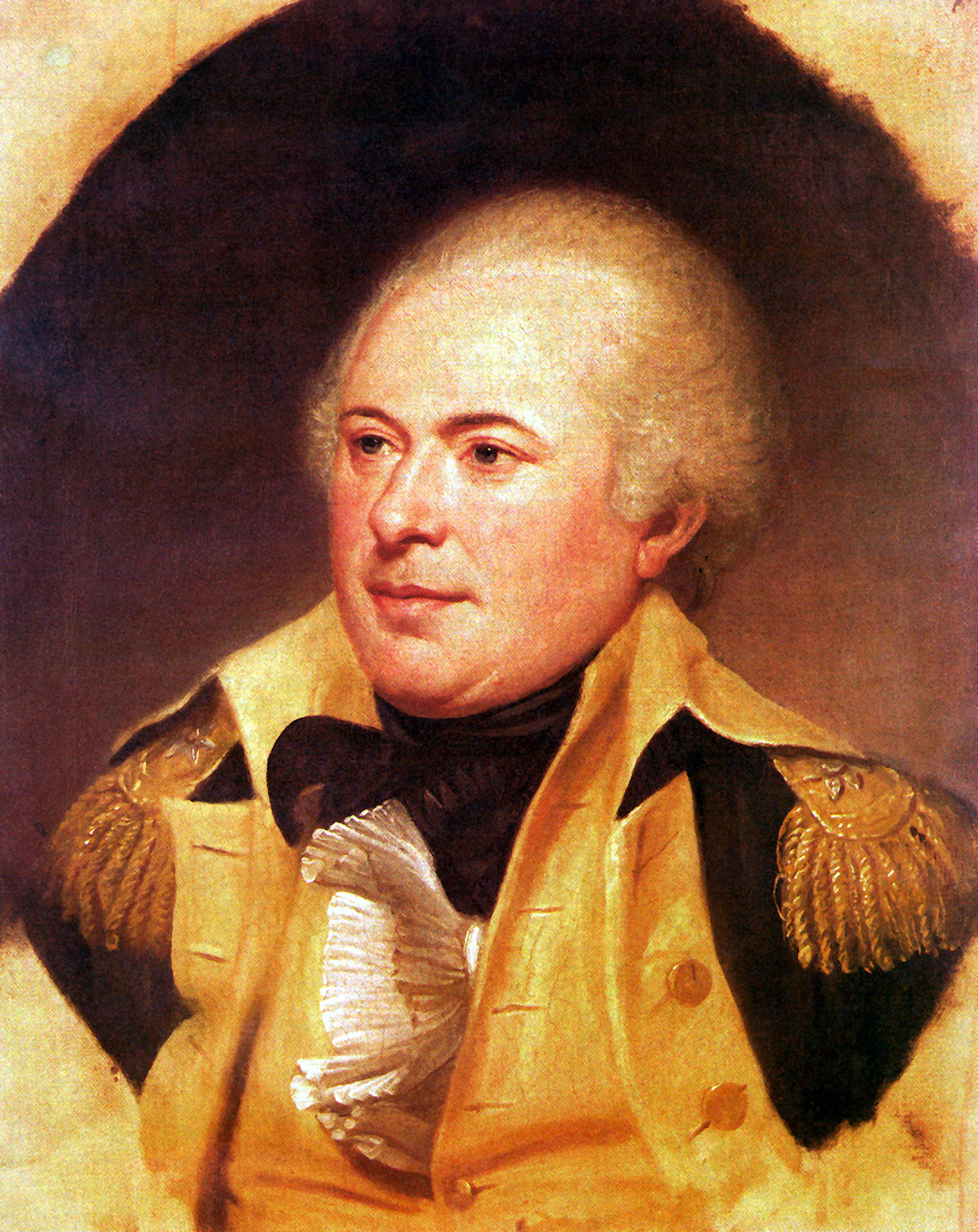
General James Wilkinson

El Tractat de Fort Adams va ser signat el 17 de desembre de 1801 entre els choctaws (una de les nacions ameríndies) i el govern dels Estats Units. El tractat cedit 2.641.920 acres (10.691,5 km²) de terres choctaw. Els comissionats informaren al president Thomas Jefferson que "per primera vegada, la generositat dels Estats Units va ser implorada, i ens suplicaven materials, eines, instruments i instructors, per ajudar els seus esforços, i per dirigir els seus treballs ... esperem, que per l'atenció liberal i ben dirigida del Govern, aquestes persones puguin ser felices i útils; i que els Estats Units puguin guarir el dolor i evitar expulsar-los o destruir-los."

## Significància per a la Nació Choctaw
Encara que el tractat va ser dissenyat originalment per a la creació del Natchez Trace, que seria el primer d'una sèrie de tractats que eventualment portarien a l'expulsió de la Nació Choctaw l'est del riu Mississipi.

## Termes
El preàmbul comença amb,
| «                              | THOMAS JEFFERSON, President dels Estats Units d'Amèrica, per James Wilkinson, de l'estat de Maryland, general de brigada de l'exèrcit dels Estats Units, Benjamin Hawkins, de Carolina del Nord, i Andrew Pickens, de Carolina del Sud, els comissionats plenipotenciaris dels Estats Units, d'una banda, i els mingos, homes i guerrers principals de la nació choctaw, en representació d'aquesta nació en el consell reunit, per altra banda, han entrat en els següents articles i condicions, a saber: ... | » |
| — -Tractat de Fort Adams, 1801 | |   |

1. Pau i amistat 

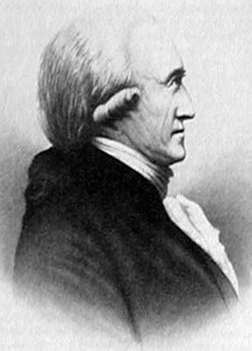
El senador Benjamin Hawkins

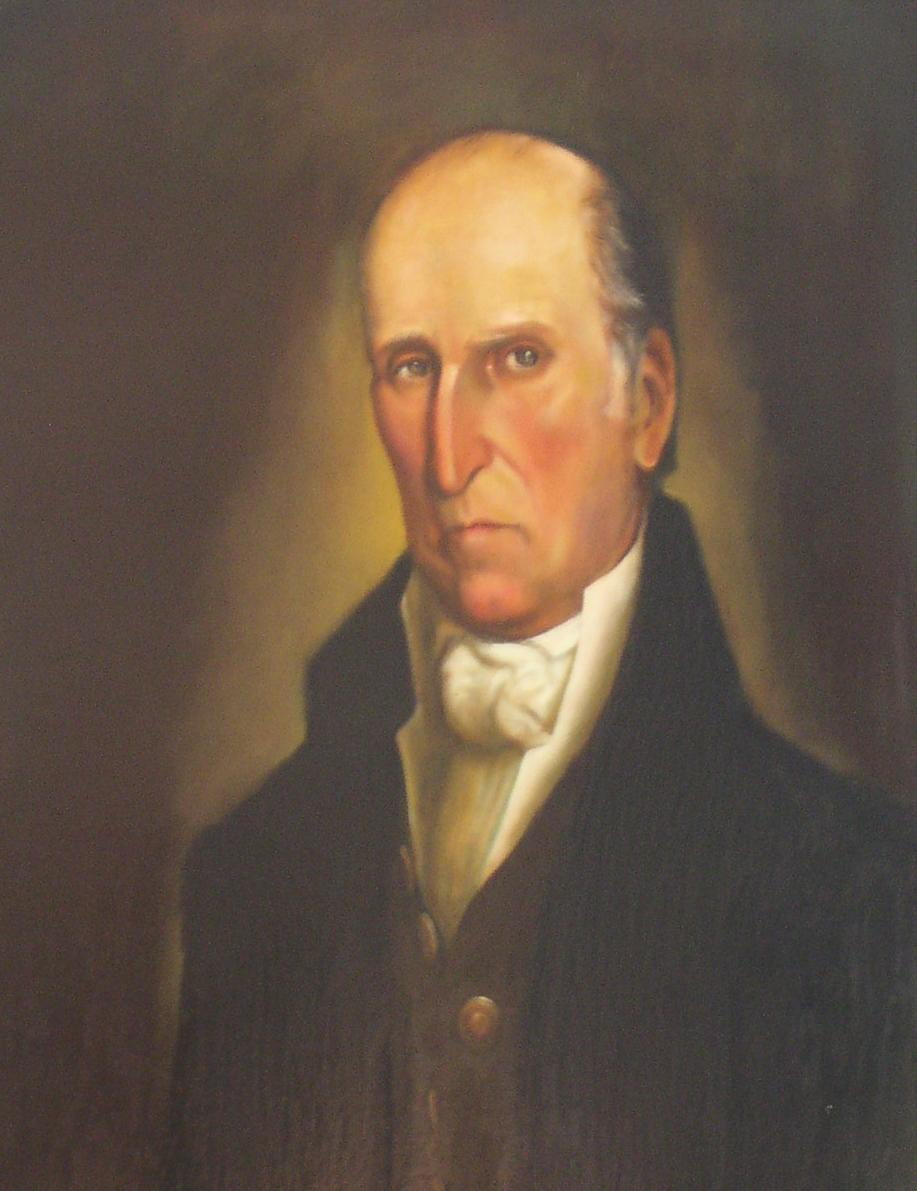
El congressista Andrew Pickens

2. Camí de carros pel territori choctaw

3. Definició de fronteres

4. Notificació de topografia

5. Compensacions financeres

6. Quan el tractat sigui efectgiu

## Signataris
James Wilkinson, Benjamin Hawkins, Andrew Pickens, Buckshun Nubby, Mingo Hom Massatubby.